# Нанкин (рыбка)

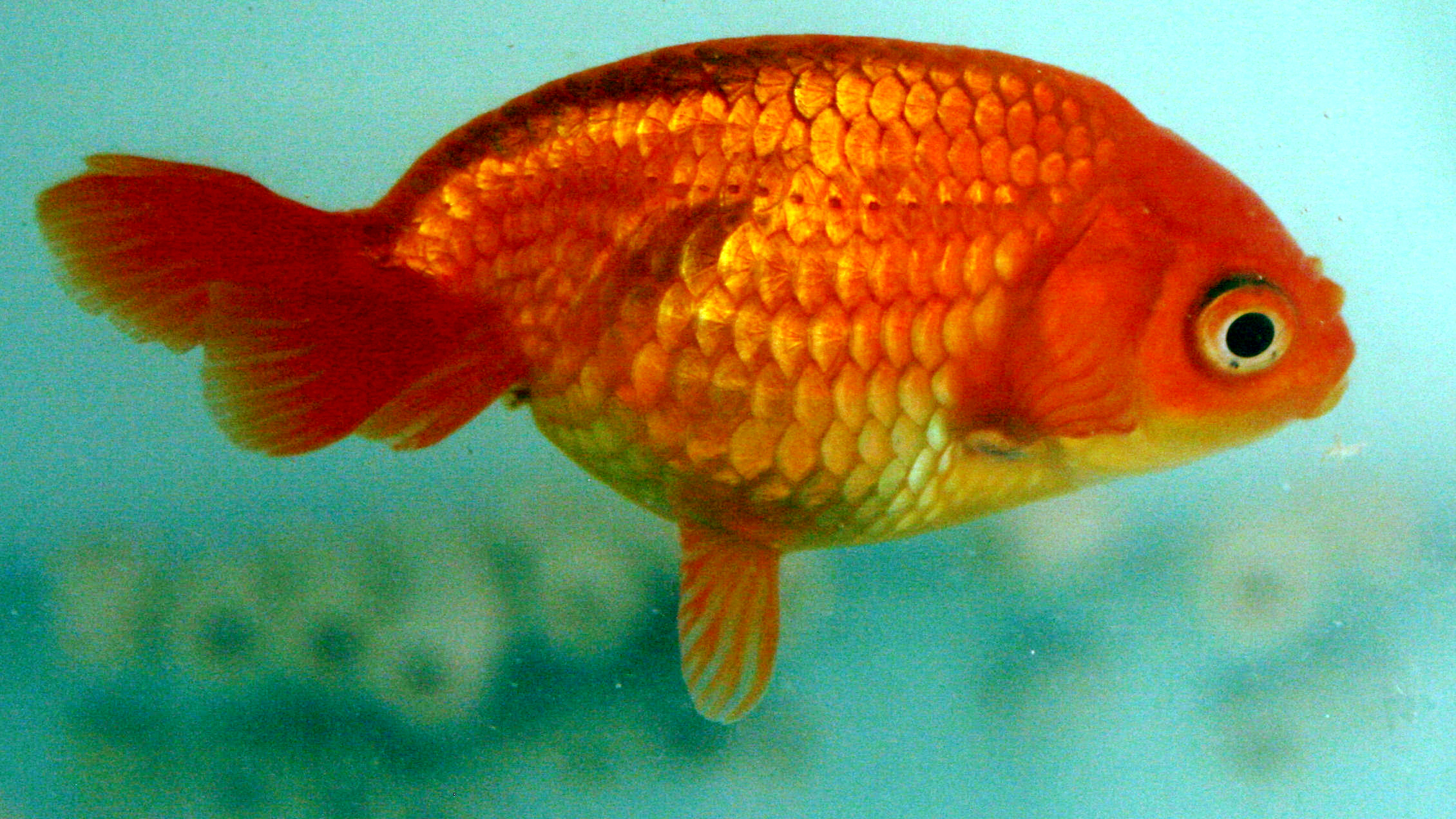
Нанкин

Нанкин (яйцевидная рыба) — одна из искусственно культивированных декоративных пород аквариумной «золотой рыбки» (лат. Carassius gibelio forma auratus (Bloch, 1782)) тело вместе с головой которой похоже на золотое яичко; является прародителем породы «Белое утиное яйцо».

## История происхождения
Данная разновидность породы попала в Россию только в самом конце 19-го — начале 20-го века и до этого имелась только у аквариумистов Германии.

## Описание
Длина — 12 см. Тело (вместе с головой) овальной формы, как яйцо, с выгнутой и слегка округлой спиной. Спинной плавник отсутствует. Хвостовой плавник раздвоенный и очень короткий, причем каждая из половин образует закругление.

### Окрас
Цвет красной меди с красными плавниками и слегка красной головой. Встречаются особи с ярко пятнистой окраской. Очень редки бархатисто чёрные экземпляры.

### Вариации
- В Японии выведена белая форма Нанкин, которая получила название «Белое утиное яйцо».
- «Яйцо чёрного дракона» — бархатно-чёрного цвета с выпуклыми глазами и бородавочными выростами на голове в виде кепки.[2]

## Условия содержания и размножения
Рыб содержат при:
- Жёсткость воды (gH) от 6 до 18°;
- Кислотность воды (pH) около 7,0;
- Температура (t) 15-25 °C.

### Кормление
К кормам неприхотливы и всеядны: едят как живую, так и растительную пищу, а также сухие корма.

### Размножение
Половозрелость и возможность их размножения наступает через год после вылупления мальков из икринок. Подготовка к нересту аналогична описанной для других карповидных: нерестовик обустраивается в центре 100—150 литрового аквариума с нерестовой решеткой, одним или двумя распылителями и пучком мелколиственных растений в центре. На одну самку 2-х самцов. Плодовитость от 2 до 10 тыс. икринок. Личинка выходит через 2 суток. На 5-й день мальки начинают плавать. Кормление мальков — коловраткой.
Для разведения:
- Показатели жёсткости воды (gH) 8-15°;
- Кислотность воды (pH) 7,0-8,0;
- Температура (t) 22-28 °C.

## В аквариумистике и прудовом хозяйстве
Рыбка подходит для содержания в холодноводном аквариуме с большим пространством для свободного плавания. Красива в оранжереях. Благодаря выносливости породы, её можно содержать в декоративном пруду на улице. Предпочитает сообщество себе подобных, яркий свет и обилие свободного пространства. Эффективная фильтрация и регулярная подмена воды. При оформлении водоема рекомендуется использовать сыпучий мелкофракционный грунт, камни, коряги, живые или пластиковые растения, в том числе плавающие.